# L'Alarme
Pour les articles homonymes, voir L'Alarme (film) et Alarme.
L'Alarme est un journal anarchiste publié à Lyon d'avril à juin 1884.
Dans la région lyonnaise, de février 1882 à juin 1884, c'est le même journal Le Droit social, qui à la suite des poursuites et des arrestations de ses différents gérants, parait sous neuf titres éphémères, dont L'Alarme,,
Toutes ces publications portent en épigraphe : « Liberté - Égalité - Justice ».
Cette succession rapide de publications/disparitions se déroule dans le contexte qui entoure le Procès des 66 qui se tient à Lyon en janvier 1883.

## Éléments historiques

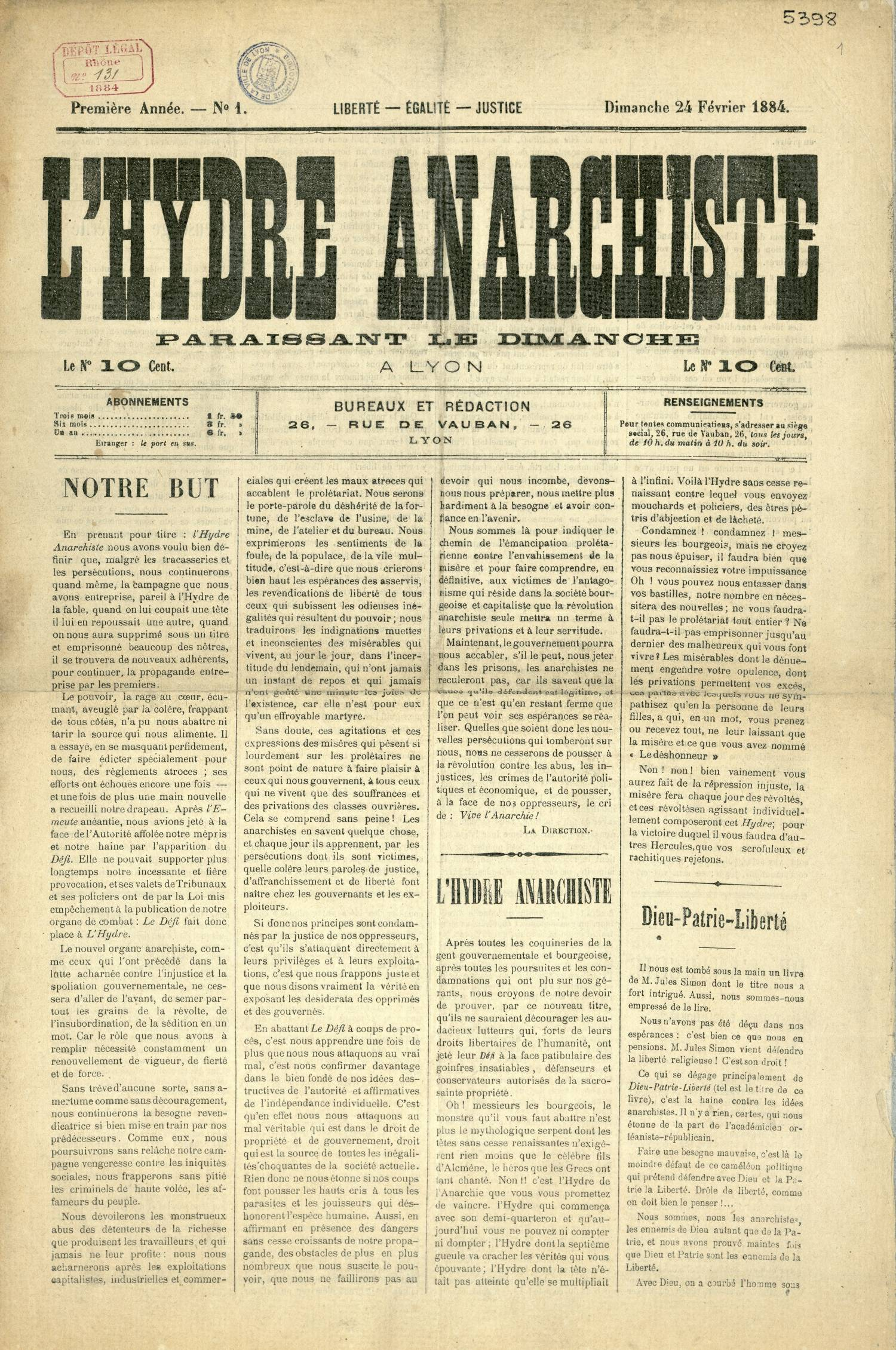
L’Hydre Anarchiste, n°1, 24 février 1884.

Le 13 avril 1884, sortie à Lyon du premier numéro du journal L'Alarme, Organe anarchiste, hebdomadaire paraissant le dimanche. Huit numéros paraîtront jusqu'au 1er juin 1884. Le militant libertaire Clovis Demure en est le secrétaire de rédaction,,. Son gérant est Jérémy Bordin.
Victime de diverses interdictions touchant la presse libertaire, à la suite des poursuites et des arrestations des différents gérants, ce journal succède à L'Hydre anarchiste (24 février - 30 mars 1884),,,,, après la citation à comparaître de son gérant, et précède Le Droit Anarchique (8 au 22 juin 1884),,, ;  puis La Lutte sociale (28 août au 2 octobre 1886),,.
Toutes ces publications anarchistes lyonnaises portent l'épigraphe : Liberté - Égalité - Justice et se transmettent les listes des abonnements.
Les huit numéros sont disponibles en fac-similé numérisés sur le site de Gallica et de la Bibliothèque municipale de Lyon.

## Contributeurs
- Antoine Cyvoct[20].